# 兄山江
兄山江（ヒョンサンガン、형산강）は、韓国政府統治下の河川。太白山脈の白雲山（標高840m）から発源して天馬山（標高611m）、磨石山（標高451m）、金鰲山（標高494m）、断石山（標高829m）、吐含山（標高745m）、朱砂山（標高630m）、亀尾山（標高594m）などの山間部を通過して、慶南蔚州郡活川里から北流する活川、慶北慶州市付近から西流する南川と北川、慶北月城郡内南里から東流する伊助川、乾川邑付近から南東流する大川、月城郡見谷面から南東流する西川、安康邑付近から東流する七坪川、川北面から西流する小項川、迎日郡杞渓面から南東流する杞渓川などの支流と合流して北流し、迎日湾に流入している。流路延長は約62km、流域面積は1124km2で、日本海に注ぐ河川の中では最大の河川である。